# Tim Lelito
Tim Lelito (Rochester, 21 luglio 1989) è un giocatore di football americano statunitense che gioca nel ruolo di offensive guard per i Tennessee Titans della National Football League (NFL). Al college giocò a football prima alla Grand Valley State University.

## Carriera professionistica

### New Orleans Saints
Dopo non essere stato scelto nel Draft NFL 2013, Lelito firmò con i New Orleans Saints. Debuttò come professionista nella settimana 1 contro gli Atlanta Falcons. Nella settimana 3 disputò la prima gara come titolare al posto dell'infortunato veterano Jahri Evans che interruppe una serie di 122 gare consecutive come titolare. La stagione di Lelito terminò disputando tutte le 16 partite, di cui 2 come titolare.

### Tennessee Titans
Il 22 marzo 2017, Lelito firmò con i Tennessee Titans.